# Usman Misi
Usman Misi (ur. 3 lipca 1972 w Salisbury) – zimbabwejski piłkarz występujący na pozycji pomocnika lub napastnika, 1-krotny reprezentant Zimbabwe.

## Kariera klubowa
Grę w piłkę nożną na poziomie seniorskim rozpoczął w 1989 roku w klubie Circle United. Następnie występował w Darryn Textiles FC, skąd przeniósł się do południowoafrykańskiego Orlando Pirates. W połowie 1994 roku został graczem Sokoła Pniewy. 10 września 1994 roku zadebiutował w I lidze w wygranym 2:0 meczu przeciwko Widzewowi Łódź, w którym zaliczył dwie asysty. Łącznie rozegrał dla Sokoła 2 ligowe spotkania. W wyniku nieporozumień na tle finansowym odszedł z klubu po zakończeniu rundy jesiennej sezonu 1994/1995. Od 1995 roku kontynuował karierę w Arcadia United, Orlando Pirates oraz Darryn Textiles Africa United.

## Kariera reprezentacyjna
W 1988 roku wywalczył z reprezentacją Zimbabwe U-20 wygraną w turnieju COSAFA U-20 Challenge Cup. W seniorskiej reprezentacji Zimbabwe rozegrał 1 spotkanie. 24 lipca 1994 roku wystąpił w przegranym 0:1 meczu towarzyskim z Republiką Południowej Afryki.